# Chuch’e-Ideologie
Die Chuch’e-Ideologie (koreanisch 주체 Chuch’e, deutsch „Subjekt“; oft unübersetzt gelassen oder als ‚Selbstständigkeit‘ oder ‚Autarkie‘ (englisch self-reliance) übersetzt; Aussprache in IPA: [ʨu.ʨʰe], englisch Juche), meist Dschutsche-Ideologie geschrieben, ist eine politische Ideologie, die unter dem ersten Präsidenten Nordkoreas, Kim Il-sung, entstand. Sie ist dort Bestandteil des Personenkults um die herrschende Kim-Familie.
Chuch’e soll die historisch-materialistischen Vorstellungen des (sowjetischen) Marxismus-Leninismus mit einer stärkeren Betonung des Individuums, des Nationalstaats und der Souveränität vereinen. Chuch’e postuliert, dass ein Land wächst und gedeiht, wenn es durch politische, wirtschaftliche und militärische Unabhängigkeit eigenständig wurde (siehe Autarkie).
Als sich abzeichnete, dass der Sohn Kim Il-sungs, Kim Jong-il, Nachfolger seines Vaters im Amt des Präsidenten werden würde, wurde Loyalität zum Führer zunehmend ein grundsätzlicher Teil von Chuch’e. In den 1974 erstmals veröffentlichten Prinzipien für die Errichtung eines monolithischen ideologischen Systems wurden die Nordkoreaner in zehn „Prinzipien“ und 65 Klauseln zu absoluter Loyalität und Gehorsam gegenüber der Kim-Familie verpflichtet und der Personenkult gefestigt.
Ursprünglich war Chuch’e als Variante des Marxismus-Leninismus wahrgenommen worden, bis Kim Jong-il die Theorie in den 1970er-Jahren zu einer eigenständigen Ideologie erklärte. Er überarbeitete sie in den 1980ern und 1990ern und löste sie von der Verbindung mit dem Marxismus-Leninismus. Im April 1992 schließlich, kurz nach der Erklärung von Alma-Ata zum Abschluss der Auflösung der UdSSR, ersetzte Chuch’e den klassischen Marxismus-Leninismus als Weltanschauung in der Verfassung Nordkoreas vollständig. Neben der Chuch’e-Ideologie etablierte Kim Jong-il außerdem die Sŏn’gun-Politik als Leitideologie, die seit 2009 in der nordkoreanischen Verfassung an erster Stelle genannt wurde. In der Verfassung von 2013 steht wieder die Chuch’e-Ideologie an erster Stelle.

## Etymologie
Chuch’e stammt aus dem chinesisch-japanischen Wort 主體 und wird im Japanischen shutai ausgesprochen. Das Wort wurde 1887 im Japanischen eingeführt, um das Konzept des Subjekts, das aus der deutschen Philosophie stammt, ins Japanische zu übersetzen. Um die Jahrhundertwende wanderte es in die koreanische Sprache ein und behielt seine Bedeutung bei. In japanischen Übersetzungen der Werke von Karl Marx erschien das Wort shutai weiterhin (siehe Entstehungsgeschichte). Nordkoreanische Ausgaben seiner Werke nutzten das Wort Chuch’e bereits, bevor es Kim Il-sung seit 1955 in seiner angeblich neuen Bedeutung zugeschrieben wurde.
Im zeitgenössischen politischen Diskurs über Nordkorea bekam Chuch’e die zusätzliche Bedeutung von Eigenständigkeit, Autonomie und Unabhängigkeit und überschneidet sich zunehmend mit Konzepten politischer und wirtschaftlicher Autarkie. Es wird oft als Gegenteil zu der aus Korea stammenden Philosophie Sadae (etwa Dienst am Großen, gemeint war ursprünglich China) verstanden, das sich in Nordkorea zu einem abwertenden Begriff entwickelt hat.
Die Ideologie wird offiziell als Chuch’e sasang (주체사상) bezeichnet, was wörtlich übersetzt Subjekt-Idee bedeutet und auch als Chuch’e-Denken übersetzt wurde.

## Inhalte
Die Chuch’e-Ideologie soll an den Marxismus-Leninismus anknüpfend Fragen beantworten, die sich nach dem Sieg der sozialistischen Revolution beim Aufbau der neuen Gesellschaft stellen.

### Die Lehre vom Subjekt
Das Wort chuch’e bzw. juche bedeutet wörtlich übersetzt „Subjekt“ im Gegensatz zu „Objekt“. Der vollständige Name der Ideologie, chuch’e sasang, lässt sich also mit „Subjekt-Denken“, „Lehre vom Subjekt“ u. dgl. übersetzen.
In Nordkorea wird die Bevölkerung häufig aufgefordert, „eine Chuch’e-Haltung“ zu jeder erdenklichen Frage einzunehmen: Landwirtschaft, Industrieproduktion, Bauwesen oder Militär. Das bedeutet folglich, auf diesen Gebieten „die Rolle eines Hausherrn“ zu spielen (주인의 지위를 차지하다 juin-ui jiwireul chajihada) und den eigenen Willen (der sich über die Beschlüsse der Partei manifestiert) durchzusetzen, anstatt die eigene Unabhängigkeit von äußeren Umständen, welcher Art sie auch immer sein mögen, beschränken zu lassen: Der Mensch soll Subjekt, nicht Objekt der Entwicklung sein und die Entwicklung der Gesellschaft selbst in die Hand nehmen.
Aus dem „Subjekt“-Gedanken, der den Kern der Ideologie bildet, werden unter anderem drei Dinge abgeleitet:
1. Um „das Chuch’e zu erreichen“, braucht das koreanische Volk seinen „großen Führer“. Nur so kann die ganze Gesellschaft als „einheitlicher sozioökonomischer Organismus“ „das Chuch’e ausüben“, also in der Innen- und Außenpolitik selbstständig auftreten und handeln.
2. Um „das Chuch’e auszuüben“, muss die Nation die Interessen des Militärs an die erste Stelle setzen (Sŏn’gun).
3. Dabei sind die Interessen der eigenen Nation (Chajusong) denen der kommunistischen Weltbewegung nicht untergeordnet.

#### Die Rolle des/eines Führers in der Revolution
Der Mensch steht laut Chuch’e-Ideologie in der Position eines Gestalters und Herrschers der Welt. Jedoch müsse sich der einzelne Mensch den Volksmassen unterordnen, da er sich nur in der Gruppe entfalten könne. Die Volksmassen wiederum sollen durch die Partei und den Führer geleitet werden. In den frühen, ursprünglichen Chuch’e-Texten Kim Il-sungs spielte die Frage des Führers keine Rolle. Erst als ab etwa Anfang der 1980er Jahre die „Weiterführung“ und „Nachfolge“ der „koreanischen Revolution“ aktuell wurde, bekam die Chuch’e-Ideologie mit der „Rolle des Führers in der Revolution“ einen neuen Aspekt, der jedoch selbst in Kim Jong-ils Grundsatzwerk Über die Dschutsche-Ideologie von 1982 noch keine Rolle spielte.
In nachfolgenden Chuch’e-Texten ist der Mensch zwar noch Subjekt, doch wird von ihm bedingungslose Loyalität gefordert, da er seine Rolle als Subjekt nur als Teil des „einheitlichen sozioökonomischen Organismus“ und der Nation spielen könne, und dies auch dann nur, wenn ein Führer deren denkendes und leitendes Zentrum bilde.
Dieses Prinzip ist auch unter der derzeitigen Führung Kim Jong-uns weiterhin gültig. So heißt es im Lied „Außer dir kennen wir nichts“ über Kim Jong-un: „Der Beschluss des Führers ist der Sieg des Volkes“ („령장의 결심은 인민의 승리“). Im Lied „Alles verdanken wir der Zärtlichkeit des Führers“ heißt es: „Dieses Glück, wer hat es uns gegeben? Das verdanken wir dem Führer“ („이 행복을 그 누가 주었나 수령님의 은덕일세“).

Flagge der Partei der Arbeit Koreas

#### Sŏn’gun und Chuch’e
Seit Ende der 1990er-Jahre entwickelte sich in Nordkorea als Ergänzung zur Chuch’e-Ideologie die sogenannte Sŏn’gun-Politik („Militär zuerst“), die als konsequente Umsetzung der „Chuch’e-Haltung“ zum Militär dargestellt wird und sich darin erschöpft, die Koreanische Volksarmee gegenüber den übrigen Teilen der Gesellschaft in jeder Frage bevorzugt zu behandeln. Das betraf sowohl die Durchdringung der Partei mit Militärvertretern als auch eine bevorzugte Behandlung bei der Verteilung von Lebensmitteln, Textilien und medizinischen Ressourcen. Die Sŏn’gun-Politik wurde zum Markenzeichen der Ära Kim Jong-ils.
Der Zusammenhang von Chuch’e und Sŏn’gun wird in der nordkoreanischen Propaganda in folgender Weise dargestellt: Unter den Bedingungen des Zusammenbruchs des „sozialistischen Lagers“ und der existierenden unmittelbaren Bedrohung durch die USA kann das koreanische Volk nur dann „sein Chuch’e ausüben“, wenn es die Landesverteidigung absolut priorisiert. Darauf zu verzichten, hieße, vor den USA zurückzuweichen – was das Gegenteil einer „Chuch’e-Haltung“ bedeuten würde.

#### Nation und Internationalismus
Die Wiedervereinigung Koreas gilt als notwendige Bedingung der politischen Souveränität (Chajusong, von 자주 chachu, „Selbstbestimmung“, sprich Dschadschusong). Politische Souveränität, wirtschaftliche Eigenversorgung (자립 charib, „Selbst-Stehen“) und militärische Eigenständigkeit (자위 chawi, „Selbstschutz“) werden gelegentlich als „drei Prinzipien der Chuch’e-Ideologie“ bezeichnet. Der Staat habe demnach die Aufgabe, politische, wirtschaftliche und militärische Unabhängigkeit zu gewährleisten, was unter anderem aus der wirtschaftlichen Abhängigkeit von Japan resultiere, die dem Korea unter japanischer Herrschaft vorausging.
Um „sein Chuch’e auszuüben“, muss das koreanische Volk vereint sein. Es hat sonst „kein Chajusong“. Der Begriff Chajusong bleibt wie Chuch’e meist unübersetzt.
Die Silbe 주 chu entspricht sowohl in chuch’e als auch in chachu’ und chajusong dem Schriftzeichen 主 (koreanisch chu, japanisch shu, chinesisch zhǔ), das „Eigentümer, Herr, Haupt-, Kontrolle, Grundbesitzer, Meister“ und Ähnliches bedeutet.
Trotz der Priorisierung der nationalen Unabhängigkeit gegenüber der Einheit der „Proletarier aller Länder“, die vom Manifest der Kommunistischen Partei über alle nationalen Grenzen gestellt wurde, hat Nordkorea eine große Anzahl nationalistischer, antiimperialistischer, linksgerichteter und/oder sozialistischer Bewegungen in aller Welt militärisch und ökonomisch unterstützt. Dazu gehören:
- Nordvietnam im Vietnamkrieg[12]
- die arabischen Staaten im Jom-Kippur-Krieg[13]
- die MPLA und deren Verbündete im Bürgerkrieg in Angola[14]
- Panama gegen die US-Invasion[15]
- Südjemen im Bürgerkrieg 1994[16]

### Sozialismus und Kommunismus
Die Chuch’e-Ideologie befasst sich mit der Gestaltung der entwickelten sozialistischen Gesellschaft und den Bedingungen ihres Übergangs zur kommunistischen Gesellschaftsformation. In ihrer Herangehensweise an diese Problemstellung tritt ihr idealistischer Charakter hervor.
Diese Herangehensweise steht in schroffem Widerspruch zur marxistischen Konzeption von Basis und Überbau, wonach Veränderungen der gesellschaftlichen Ideologie nicht willkürlich durchgeführt werden können, sondern sich aus der Entwicklung ihrer ökonomischen Basis ergeben.

## Entstehungsgeschichte
Das Wort und der philosophische Begriff vom Subjekt, welcher der Chuch’e-Ideologie zugrunde liegt, ist mit den übersetzten Werken von Karl Marx in den sino-japanischen Raum gekommen und wurde von dort aus in die koreanische Sprache eingeführt. Nach nordkoreanischer Geschichtsschreibung wird die Entwicklung der Chuch’e-Ideologie jedoch unmittelbar Kim Il-sung zugeschrieben. Demnach entstanden ihre Grundzüge bereits während des antijapanischen Partisanenkampfs. Im Dezember 1955 habe Kim den Terminus Chuch’e erstmals öffentlich erwähnt. Andere verorten die Entstehung der Chuch’e in den 1960er-Jahren und sehen darin eine Reaktion Nordkoreas auf die Entwicklung des Ostblocks in den frühen 1960er-Jahren. Kim Il-sung habe einerseits die Entstalinisierung in der Sowjetunion abgelehnt und zudem aus dem Nachgeben Chruschtschows in der Kubakrise den Schluss gezogen, dass die Sowjetunion im Falle einer Auseinandersetzung kein zuverlässiger Verbündeter mehr sei; andererseits habe das Scheitern des Großen Sprungs nach vorn und die aufkommende Kulturrevolution einer verstärkten Anlehnung an China entgegengestanden. Kim Il-sung habe deshalb die Chuch’e als dritten Weg entwickelt, der die Eigenständigkeit Nordkoreas dokumentierte. Eine zusammenfassende Systematisierung des Ideengehalts der Chuch’e-Ideologie erfolgte erst 1982 durch Kim Jong-il in seiner Abhandlung „Über die Dschutsche-Ideologie“.

### Ideengeschichtliche Herleitung
Die Chuch’e-Ideologie wird von ihren Anhängern als kompatibel mit dem Marxismus-Leninismus verstanden, widerspricht diesem aber in weiten Teilen. Die zentralen Ideenstränge der Ideologie lassen sich dennoch in eine, wenn auch mit Brüchen durchsetzte, so doch stringente ideengeschichtliche Entwicklung einordnen, die bis zu G. W. F. Hegel, dem unmittelbaren philosophischen Vorgänger des Marxismus und letzten Vertreter des Deutschen Idealismus, zurückführt. Das betrifft sowohl Aussagen zur Subjekt-Objekt-Dialektik, zur nationalen Frage als auch zur Rolle des Individuums in der Geschichte.
Ein zentraler Anknüpfungspunkt ist beispielsweise die marxistisch-leninistische Begrifflichkeit vom „revolutionären Subjekt“, die zwar von den „Klassikern“ (Marx, Engels, Lenin) nicht verwendet wurde – dort ist die Rede eher von der „Klasse für sich“ –, aber im marxistischen Diskurs die Arbeiterklasse beschreibt, wenn sie sich ihrer historischen Rolle bewusst wird, die darin besteht, den Kapitalismus zu stürzen und den Sozialismus zu errichten. Dieser Klasseninhalt geht in der Chuch’e-Ideologie verloren, und auch andere zentrale marxistische Konzepte wie der Klassenkampf oder gar die Arbeiterbewegung spielen keinerlei Rolle, werden gar durch die eingeführten Prinzipien von unbedingtem Gehorsam und Loyalität aller Subjekte gegenüber einem Großen Führer verdrängt. Nur das Ideenfragment, dass zur Umgestaltung der Gesellschaft ein besonderes Bewusstsein über die eigene Situation notwendig ist, wird aufgenommen und idealistisch verabsolutiert.

## Die Chuch’e-Ideologie als Teil des nordkoreanischen Personenkults
1997, drei Jahre nach Kim Il-sungs Tod, wurde in Nordkorea offiziell der Chuch’e-Kalender eingeführt. Er unterscheidet sich vom Gregorianischen Kalender durch die Jahreszählung, die mit dem Geburtsjahr Kims beginnt. Monate und Tage laufen synchron mit dem Gregorianischen Kalender. So gilt seitdem das Jahr 1912 als „Chuch’e (auch: Juche) 1“; das aktuelle Jahr 2025 entspricht somit dem Jahr 114 der Chuch’e-Ära. Im nordkoreanischen Alltagsleben werden Chuch’e-Jahreszählung und gregorianische Jahreszählung parallel verwendet.
Als Denkmal der Ideologie wurde im April 1982 aus Anlass des 70. Geburtstages von Kim Il-sung das Monument der Chuch’e-Ideologie in der nordkoreanischen Hauptstadt Pjöngjang eingeweiht.

## Internationale Bedeutung
In den 1970er- und 1980er-Jahren gelang es Nordkorea, auch international Anhänger für die Chuch’e-Ideologie zu gewinnen. Vor allem in Asien, Afrika und Lateinamerika entstanden „Chuch’e-Ideologie-Studiengruppen“. Sie wurden großzügig mit Studienmaterialien unterstützt. Anhänger, die Werke von Kim Il-sung und anderen Vertretern der Chuch’e-Ideologie lesen, wurden häufig in den nordkoreanischen Medien gezeigt. Diese Gruppen fühlten sich auch von der Vorstellung einer von den damaligen Großmächten Sowjetunion und USA unabhängigen nationalen Entwicklung angezogen. Auch Regierungsvertreter einiger afrikanischer Staaten waren Anhänger der Chuch’e-Ideologie. So wurde das „Internationale Wissenschaftliche Seminar der Juche-Ideologie“, das vom 28. bis zum 30. September 1976 in Antananarivo, Madagaskar, stattfand, vom damaligen Staatspräsidenten Didier Ratsiraka eröffnet. Auch andere Staatsoberhäupter sprachen in den 1980er-Jahren bei Staatsbesuchen in Nordkorea positiv über die Chuch’e-Ideologie.
Am 9. April 1978 wurde in Tokio das „International Institute of the Juche Idea“ (IIJI) gegründet. Ziel war laut Gründungserklärung „die Verbreitung der klassischen Werke des hochverehrten und geliebten Präsidenten Kim Il-sung, die Organisation von Seminaren und Vorlesungen sowie die Veröffentlichung von Schriften, die Koordinierung der Zusammenarbeit der Juche-Studiengruppen und die Eröffnung von Bibliotheken zum Studium der Juche-Ideologie sowie Buchausstellungen zur Verbreitung der Juche-Ideologie“. Erster Generaldirektor des Instituts war der Japaner Yasui Kaori. Von 1985 bis 1989 wurde das IIJI vom vormaligen österreichischen Bundesjustizminister Hans Klecatsky geleitet. Gegenwärtiger Generalsekretär ist der Japaner Kenichi Ogami. Organ des IIJI ist die Zeitschrift Study of the Juche Idea, deren letzte Ausgabe (No.93) im Juni 2024 erschien.
Heute hat die Chuch’e-Ideologie außerhalb von Nordkorea kaum Einfluss. Es gibt in einigen Ländern aber noch Juche-Studiengruppen, besonders in Lateinamerika und Afrika, aber auch in Europa.
In Deutschland zählt zu diesen Gruppen der „Freundeskreis der Juche-Ideologie“ in der KPD-Ost.
Von 1996 bis 1998 bestand die Partei der Arbeit Deutschlands (PdAD), die sich an der Partei der Arbeit Koreas orientierte. Die PdAD hatte kurzzeitig Kontakt zur NPD, wo die Ideologie im Rahmen des propagierten Antiamerikanismus rezipiert wurde. Im Rahmen seiner Querfrontstrategie orientierte sich auch der 2008 aufgelöste neonazistische „Kampfbund Deutscher Sozialisten“ an der Chuch’e-Ideologie.

## Kritik
Im Marxismus bleibt die Chuch’e-Ideologie umstritten; mehrere Kritiker ordnen diese Ideologie als antimarxistisch ein. Westliche Beobachter wie Brian Reynolds Myers erkennen in der Chuch’e-Ideologie zudem rassenideologische Tendenzen.